# Дубль Кантора
В математике дубль Кантора — это определение структуры йордановой супералгебры на прямой сумме двух копий алгебры Пуассона. Он назван в честь Исайи Кантора, который ввел его в Кантор (1990).